# Sengoerina
Sengoerina es un género de foraminífero bentónico de la Subfamilia Dagmaritinae, de la Familia Globivalvulinidae, de la Superfamilia Globivalvulinoidea, del Suborden Endothyrina, del Orden Endothyrida, de la Subclase Fusulinana y de la Clase Fusulinata. Su especie tipo es Sengoerina argandi.  Su rango cronoestratigráfico abarca desde el Wordiense superior (Pérmico medio) hasta el Murgabiense inferior (Pérmico superior).

## Discusión
Clasificaciones previas hubiesen incluido Sengoerina en la Subfamilia Dagmaritinae, de la Familia Biseriamminidae, de la Superfamilia Palaeotextularioidea, del Suborden Fusulinina y del Orden Fusulinida. Clasificaciones más recientes incluían Labiodagmarita en la Superfamilia Biseriamminoidea.

## Clasificación
Sengoerina incluye a las siguientes especies:
- Sengoerina argandi †
- Sengoerina pulchra †